# William Campbell of Breadalbane
William Alfred Hendry Campbell of Breadalbane (* 23. März 1863 in Memel; † 14. März 1944 in Berlin) war ein preußischer Generalmajor.

## Leben

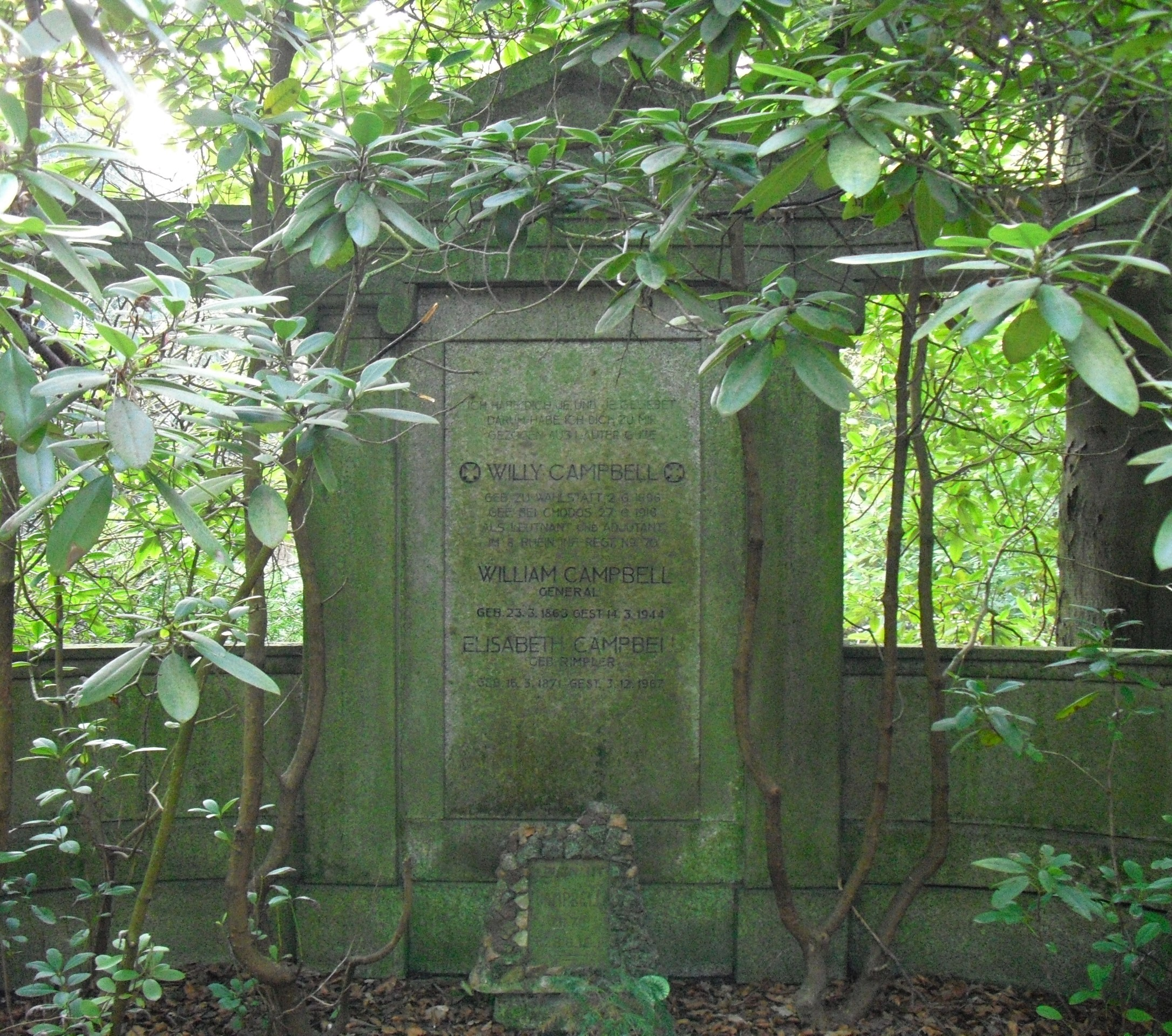
Familiengrab auf dem Parkfriedhof Lichterfelde

Die Vorfahren Campbells entstammen dem schottischen Adelsgeschlecht Campbell. Aufgewachsen als Sohn des britischen Konsuls in Memel und in Helsingfors, der Hauptstadt des russischen Großfürstentums Finnland, wurde Campbell mit einer Sondergenehmigung 1878 in die Preußische Hauptkadettenanstalt in Groß-Lichterfelde bei Berlin aufgenommen. Von 1882 an diente er in der Preußischen Armee zuerst als Truppenoffizier, dann bis 1914 als Lehrer in Kadettenanstalten. Im Jahr 1895 hatte er die deutsche Staatsbürgerschaft angenommen. Im Ersten Weltkrieg wieder im Truppendienst verwendet, wurde Campbell mehrfach verwundet. Er kommandierte vom 5. März bis zum 5. April 1918 kurzzeitig die 94. Reserve-Infanterie-Brigade Seinen Abschied erhielt Campbell im Juli 1919 als Generalmajor.
Nach Ende des Ersten Weltkriegs arbeitete er als Sprachlehrer in Berlin-Lichterfelde. Campbell ist auf dem Parkfriedhof Lichterfelde beigesetzt.